# کیمبولتن (اوهایو)
کیمبولتن (به انگلیسی: Kimbolton) یک منطقهٔ مسکونی در ایالات متحده آمریکا است که در شهرستان گرنزی، اوهایو واقع شده‌است. کیمبولتن ۱٫۲۹ کیلومتر مربع مساحت و ۱۴۴ نفر جمعیت دارد و ۲۴۴ متر بالاتر از سطح دریا واقع شده‌است.